# 18656 Мерґлер
18656 Мерґлер (18656 Mergler) — астероїд головного поясу, відкритий 20 березня 1998 року.
Тіссеранів параметр щодо Юпітера — 3,534.